# العلاقات الكازاخستانية الكورية الشمالية
العلاقات الكازاخستانية الكورية الشمالية هي العلاقات الثنائية التي تجمع بين كازاخستان وكوريا الشمالية.

## مقارنة بين البلدين
هذه مقارنة عامة ومرجعية للدولتين:
| وجه المقارنة                                              | كازاخستان                      | كوريا الشمالية                        |
| --------------------------------------------------------- | ------------------------------ | ------------------------------------- |
| المساحة (كم2)                                             | 2.72 مليون                     | 120.54 ألف                            |
| عدد السكان (نسمة)                                         | 17.95 مليون                    | 25.49 مليون                           |
| الكثافة السكانية (ن./كم²)                                 | 6.6                            | 211.47                                |
| العاصمة                                                   | نور سلطان                      | بيونغيانغ                             |
| اللغة الرسمية                                             | اللغة القازاقية، اللغة الروسية | لغة كوريا الشمالية القياسية ‏          |
| العملة                                                    | تينغ كازاخستاني                | وون كوري شمالي                        |
| الناتج المحلي الإجمالي (بليون دولار)                      | 159.41 مليار                   |                                       |
| الناتج المحلي الإجمالي (تعادل القوة الشرائية) بليون دولار | 439.39 مليار                   |                                       |
| الناتج المحلي الإجمالي الاسمي للفرد دولار أمريكي          | 10.51 ألف                      |                                       |
| الناتج المحلي الإجمالي للفرد دولار أمريكي                 | 24.23 ألف                      |                                       |
| مؤشر التنمية البشرية                                      | 0.788                          |                                       |
| رمز المكالمات الدولي                                      | +7                             | +850                                  |
| رمز الإنترنت                                              | .kz، .қаз ‏                     | .kp                                   |
| المنطقة الزمنية                                           | ت ع م+05:00، ت ع م+06:00       | ت ع م+08:30، ت ع م+08:30، ت ع م+09:00 |

## منظمات دولية مشتركة
يشترك البلدان في عضوية مجموعة من المنظمات الدولية، منها:
| علم المنظمة | اسم المنظمة              | تاريخ انضمام كازاخستان | تاريخ انضمام كوريا الشمالية |
| ----------- | ------------------------ | ---------------------- | --------------------------- |
|             | يونسكو                   | 22 مايو 1992           | 18 أكتوبر 1974              |
|             | الاتحاد البريدي العالمي  | ?                      | ?                           |
|             | الأمم المتحدة            | 2 مارس 1992            | 17 سبتمبر 1991              |
|             | الاتحاد الدولي للاتصالات | 23 فبراير 1993         | ?                           |

## وصلات خارجية
- موقع وزارة الخارجية الكازاخستانية
- موقع وزارة الخارجية الكورية الشمالية